# گرگ مبارز ۲
گرگ مبارز ۲ (به چینی: 战狼۲) فیلمی در ژانر اکشن به کارگردانی وو جینگ و محصول کشور چین است که در سال ۲۰۱۷ منتشر شد. از بازیگران آن می‌توان به وو جینگ، سلینا جید، فرانک گریلو، و یو نان اشاره کرد. این فیلم دنباله‌ای بر فیلم گرگ مبارز (۲۰۱۵) می‌باشد. این فیلم نماینده سینمای چین در نودمین دوره جوایز اسکار بود اما موفق به کسب نامزدی نشد.

## داستان
نیروهای ویژهٔ چین آرامش را به دریاها آورده‌اند و مردم بدون ترسی به کارهایشان رسیدگی می‌کنند. تا اینکه روزی یک گروه مزدور بی رحم مردم بومی منطقه را مورد آزار و اذیت قرار می‌دهند و به آنها حمله‌ور می‌شوند. حال این نیروها باید زندگی آرام بخشی که بدست آورده‌اند را بار دیگر بازگیرند و وظیفه خود را به عنوان یک سرباز و محافظ انجام دهند.

## فروش
گرگ جنگجو از نظر فروش یکی از شگفتی‌های سال ۲۰۱۷ محسوب می‌شود. این فیلم در سینماهای آمریکا و کانادا به فروش باورنکردنی ۸۷۸٫۳ میلیون دلار رسید و این درحالی است که بودجه ساختش فقط ۳۰ میلیون دلار است. گرگ جنگجو ۲ تا به اینجا دومین فیلم پرفروش غیر انگلیسی زبان، پنجاه و چهارمین فیلم پرفروش تاریخ سینما و همچنین هفتمین فیلم پرفروش سال ۲۰۱۷ است.